# Jurij Brězan
Jurij Brězan (9 de junio de 1916 en Räckelwitz, Lausitz-12 de marzo de 2006 en Kamenz) es considerado uno de los escritores sórabos más importantes del siglo XX, que ha escrito tanto en lengua sóraba como en alemán. Sus obras se han traducido a 25 idiomas.

## Biografía
Brězan estudia a partir de 1928 en el instituto (Gymnasium) de Bautzen. Comienza la carrera de Economía, pero fue suspendido en 1936. Desde 1933 trabaja de forma ilegal para la "Domowina", la federación de asociaciones sorbias, y estuvo activo en un grupo de la resistencia sorbia. De 1937 a 1938 emigró a Praga, y a su vuelta a Alemania fue detenido, permaneciendo en la cárcel entre 1938 y 1939. De 1942 a 1944 fue soldado del ejército alemán y acabó siendo hecho prisionero por los estadounidenses.
De 1945 a 1948 fue funcionario de la "Domowina" y en 1946 ingresó en el Partido Socialista Unificado de Alemania (SED). Tras la creación de la República Democrática Alemana (RDA), desde 1949 trabajó por libre como escritor. En 1964 se convierte en miembro del PEN Club y en 1965 de la Academia de las Artes de Berlín. De 1969 a 1989 fue vicepresidente de la Asociación de Escritores de la RDA. Hasta su muerte, vivió en las cercanías de su lugar natal Räckelwitz, en Dreihäuser (sórabo Horni Hajnk). 
Brězan recibió numerosos premios en la RDA:
- 1951, 1964 y 1976: Premio Nacional de la RDA (Nationalpreis der DDR)
- 1973: Premio de Literatura y Artes de Domowina (Literatur- und Kunstpreis der Domowina)
- 1974: Orden Karl Marx (Karl-Marx-Orden)
- 1981: Orden a los Servicios a la Patria (Vaterländischer Verdienstorden)

## Obra
Muchas de sus novelas muestran rasgos autobiográficos. Su obra más conocida, de entre estas, es la trilogía Der Gymnasiast (El estudiante, 1959), Semester der verlorenen Zeit (Semestre de tiempo perdido, 1959) y Mannesjahre (Años de hombre, 1964).
Otras obras se inspiran de las sagas y cuentos sórabos de Oberlausitz. Un personaje que aparece una y otra vez es el mítico mago Krabat, al que Brězan, de forma similar a lo que hizo Goethe con Fausto, le hace preguntas sobre la naturaleza del hombre, la sociedad y el mundo en general. Krabat aparece por ejemplo en el cuento
Die schwarze Mühle (El molino negro) de 1968 y en las novelas Krabat oder Die Verwandlung der Welt (Krabat o la transformación del mundo) de 1976 y Krabat oder Die Bewahrung der Welt (Krabat o la conservación del mundo) de 1993.

### Títulos
- 52 Wochen sind ein Jahr (novela, 1953)
- Christa (relatos, 1957)
- Der Gymnasiast (novela, 1958)
- Das Mädchen Trix und der Ochse Esau (1959)
- Borbas und die Rute Gottes (relatos, 1959)
- Semester der verlorenen Zeit (novela, 1960)
- Eine Liebesgeschichte (1962)
- Mannesjahre (novela, 1964)
- Der Elefant und die Pilze (infantil, 1964)
- Die Reise nach Krakau (1966)
- Die Abenteuer des Kater Mikosch (infantil, 1967) (Traducción española: El gato Mikos, editorial SM, Madrid, 1993)
- Die Schwarze Mühle (relatos, 1968)
- Krabat oder Die Verwandlung der Welt (novela, 1976)
- Der Brautschmuck (relatos, 1979)
- Bild des Vaters (novela, 1983)
- Dalmat hat Ferien (infantil, 1985)
- Wie das Lachen auf die Welt kam (relatos, 1986)
- Einsichten und Ansichten (1986)
- Geschichten vom Wasser (relatos, 1988)
- Mein Stück Zeit (relatos autobiográficos, 1989)
- Bruder Baum und Schwester Lärche (1991)
- Das wunderschöne blaue Pferd (1991)
- Krabat oder Die Bewahrung der Welt (novela, 1993)
- Rifko - aus dem Tagebuch eines Dackels (infantil, 1994)
- Die Leute von Salow (novela, 1997)
- Ohne Pass und Zoll (relatos autobiográficos, 1999)
- Die grüne Eidechse (novela, 2001)
- Hunds Tagebuch (relatos, 2001)